# TortoiseSVN
TortoiseSVN – interfejsy oraz zestaw narzędzi umożliwiających dostęp do systemu kontroli wersji SVN z poziomu menedżera plików.
TortoiseSVN działa jako rozszerzenie powłoki systemu Windows udostępniając dodatkowe ikonki i menu kontekstowe dla dowolnego menedżera plików. Dostarczane są także dodatkowe narzędzia m.in. do porównywania plików i przeglądania repozytoriów.